# مفاعل ماجنوكس

رسم توضيحي للمفاعل النووي ماجنوكس ودورة غاز التبريد فيه. يوجد المبادل الحراري خارج الحاجز الخرساني. وهذا التصميم يبين التصميم الأولي لمفاعلات ماجنوكس والتي تحتوي على خزان الضغط للمفاعل الأسطواني الفولاذي.

مفاعل ماجنوكس Magnox reactor هو أحد أنواع المفاعلات النووية المستخدمة في المملكة المتحدة لتوليد الطاقة الكهربائية. وكان تصميمه أن يعمل باليورانيوم الطبيعي ويستخدم قوالب الجرافيت كمهديء للنيوترونات ويستخدم غاز ثاني أكسيد الكربون كمبادل حراري والتبريد. ويأتي اسم magnox من نوع أنابيب مصنوعة من سبيكة المغنسيوم magnesium
والألمونيوم aluminium تحوي الوقود النووي، ومنها يتكون قلب المفاعل. يوجد عدد قليل من هذا النوع من المفاعلات النووية تستخدم في إنتاج الكهرباء، ومعظمهم في المملكة المتحدة؛ وكانوا يعملون بين الأعوام لخمسينيات حتى السبعينيات، وقامت المملكة المتحدة بتصدير عدد قليل منها. وكانت التسمية المعروفة التي أختارتها «مؤسسة المملكة المتحدة للطاقة الذرية» في أوائل الخمسينيات هي «كومة ذرية ضغطية لإنتاج الطاقة والبلوتونيوم PIPPA. وكما تعني تلك التسمية كان المفاعل ماجنوكس مصمما لغرضين: توليد الطاقة الكهربائية وإنتاج البلوتونيوم-239 في نفس الوقت؛ وذلك عن طريق تشغيله لفترات جيزة لإحراق بسيط للوقود النووي (اليورانيوم الطبيعي) واستخلاص البلوتونيوم بين حين وآخر، لاستخدامه في صناعة الأسلحة النووية في المملكة المتحدة. وكان بناء هذا النوع من المفاعلات التي تستخدم استخداما مزدوجا هو ما قامت به بعض البلاد أثناء الحرب الباردة؛ وهذا الطراز معروف» الجيل الأول للمفاعلات النووية.
الحالة الخاصة المتعلقة بمحدودية تشغيل المفاعل باستهلاك منخفض للوقود النووي من أجل الحصول على البلوتونيوم-239 ، فقد حصل الفيزيائيون عليها قبل عام 1953 عن طريق تجارب التفجيرات النووية. استمر هذا الاستهلاك المنخفض أو المتوسط للوقود النووي المختص بهذا الطراز من المفاعلات أخذت به أيضا الولايات المتحدة الأمريكية وقامت الدولتان بإجراء تجاربهما النووية في الستينات من القرن الماضي سويا طبقا لاتفاق بينهما بالنسبة لمشروع «تجارب انفجارات نووية ببلوتونيوم المفاعل».
وبسبب قيام المملكة المتحدة ببناء عدة مفاعلات من نوع ماجنوكس فقد أصبح لديها رصيدا كبيرا من بلوتونيوم المفعلات، وكان يقوم بفصله مصنع التدوير B205 reprocessing facility . وعلى الرغم من تحسين انتاجها من الكهرباء في العقود التالية حينما أصبح إنتاج الكهرباء هو الغرض الأول لتشغيل تلك المفاعلات فلم يستطع مفاعل ماجنوكس زيادة كفاءته عن طريق استهلاك عالي للوقود high fuel burn-up بسبب
تصميمه هذا وهو يعمل باليورانيوم الطبيعي، بمقالرنته بالمفاعلات الأخرى عالية الضغط مثل
مفاعل الماء المضغوطالتي انتشرت في بلاد أوروبية وفي أمريكا.
كان أول مفاعل ماجنوكس يعمل لانتاج الكهرباء هو مفاعل «كالدر هول»
Calder_Hall_nuclear_power_station
الذي بني في سيلافيلد في عام 1956، والذي يرى على أنه «أول مفاعل نووي في العالم ينتج الطاقة الكهربائية»، بينما كان آخر مفاعل في بريطانيا هو مفاعل 1 في «ويلفا» في عام 2015. وظلت كوريا الشمالية هي الوحيدة التي تستخدم مفاعل ماجنوكس (بواقع عام 2016) في مفاعلها الموجود في «مركز يونغبيونغ للبحوث العلمية النووية».

## وصف المفاعل ماجنوكس

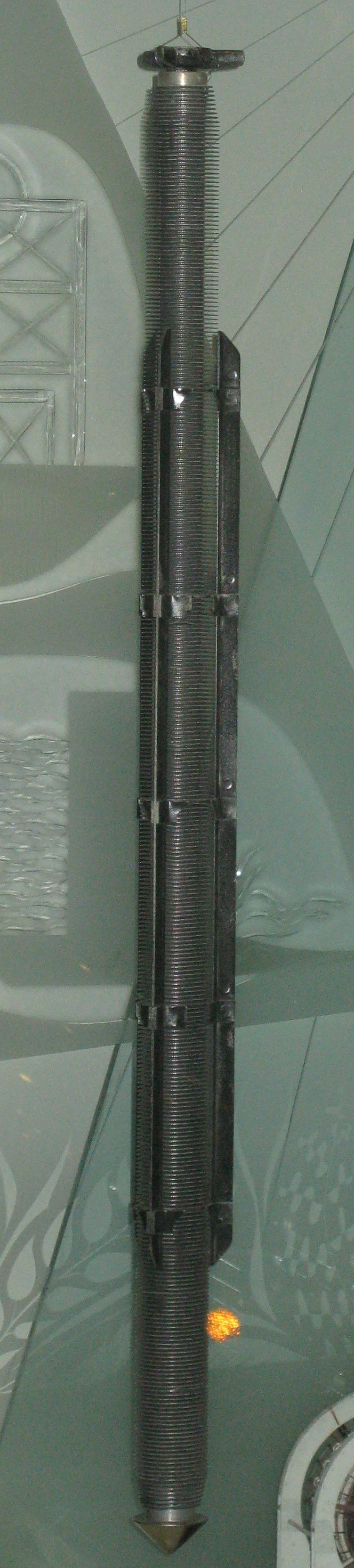
قضيب وقود قديم

تبرد مفاعلات ماجنوكس بغاز ثاني أكسيد الكربون المضغوط، ويعمل الجرافيت لتهدئة سرعة النيوترونات، وفي تلك «الكومة» من الجرافيت توجد قضبان الوقود النووي وهو في تلك الحالة اليورانيوم الطبيعي؛ أي أن اليورانيوم المستخدم غير مخصب. الوقود النووي معبأ في أنابيب (أنظر الشكل) مصنوعة من سبيكة ماجنوكس (سبيكة من المغنسيوم والألمونيوم).
ويستخدم من الحديد المحتوي على بورون للتحكم في سير المفاعل. قضبان الحديد-بورون موضوعة أيضا في كومة الجرافيت وهي تنظم سير التفاعل بين النيوترونات واليورانيوم عن طريق إدخالها جزئيا في الكومة أو إخراج معضها من الكومة.
عدلت بعض تصميمات تلك المفاعلات والقليل منها مماثل لبعضه البعض. فكانت المفاعلات الأولى تحتوي على خزان سميك ثقيل من الفولاذ يتحمل الضغط والحرارة العالية، وتوجد بداخله الجرافيت وقضبان اليورانيوم وقضبان التحكم. أما المفاعلات اللاحقة، مثل مفاعل أولدبوري، ومفاعل ويلفا فلهم خزان من الخرسانة المسلحة المقواة، وبعضهم في شكل الأسطوانة أ وفي شكل كروي. يعمل المفاعل تحت ضغط لثاني أكسيد الكربون يختلف بين 7 إلى 3و19 ضغط جوي بالنسبة للهزان المصنوع من الفولاذ، أما المفاعلات ذات خزان من الخرسانة المسلحة فهي تعمل تحت ضغط بين 8و24 و 27 ضغط جوي. لم توجد شركة واحدة كبيرة تستطيع بناء كل المفاعلات ولهذا قامت به عدة شركات مما جعل التصميمام مختلفة، فمثلا اختلف شكل قضبان الوقود النووي في معظم مفاعلات ماجنوكس. 
رأي التصميم أن استبدال قضبان الوقود المستهلكة بقضبان وقود جديدة أثناء تشغيل المفاعل، رأى أن ذلك مناسبا للتشغيل لانتاج الكهرباء، فلا حاجة لأوقات توقيف المفاعل من أجل استبدال قضبان الوقود. وكان هذا مهما لمفاعل ماجنوكس حيث يستخدم اليورانيوم الطبيعي الذي «يحترق» بطيئا وبكفاءة منخفضة، مما يستلزم استبدال قضبان الوقود المستهلكة أولا بأول - هذا بخلاف المفاعلات الأخرى التي تعمل بيورانيوم مخصب ذات الكفاءة العالية. ولكن اتضح أن الأجهزة المستخدمة في استبدال وحدات الوقود النووي كانت معقدة ولم تساعد تشغيل المفاعل على الوجه المطلوب.
من أجل بدء تشغيل المفاعل كان يوضع في قلبه مصدرا للنيوترونات لإمداد اليورانيوم الطبيعي بنيوترات كافية لبدء التفاعل الانشطاري. وإذا لم يستخدم مصدر النيوترونات فسيكون فيض النيوترونات في مركز قلب المفاعل عاليا جدا بمقرانته بالفيض على جوانب المركز الخارجية مما يزيد من صعوبة التحكم في سير التفاعل وهذا يسبب ارتفاعا شديدا في درجة حرارة مركز المفاعل. فكان لكل قناة من قنوات الوقود عدد من وحدات الوقود ترص فوق بعضها البعض وتصل بينها مدادات أو ركائز. وكان ذلك يحتاج لآلة لفك وحدات الوقود والركائز وتركيبها. وقد أدى ذلك إلى بعض المشاكل حيث أن آلة الاستبدال كانت تحتوي على أجزاء مصنوعة من الكوبالت، وهو يتأثر بالنيوترونات ويصبح مشعا ويتسبب في مشاكل كثيرة بعد إخراجه من المفاعل (الكوبلت المشع يصدر أشعة جاما شديدة النفاذ). علاوة على ذلك فقد كانت بعض وحدات الوقود متصلة بمزدوجات حرارية لقياس درجة الحرارة، وكانت لا بد من خلع المزدوجات الحرارية وإعادة تركيبها أثناء استبدال وحدات الوقود المستهلك بوحدات وقود جديدة.

## الاقتصادية

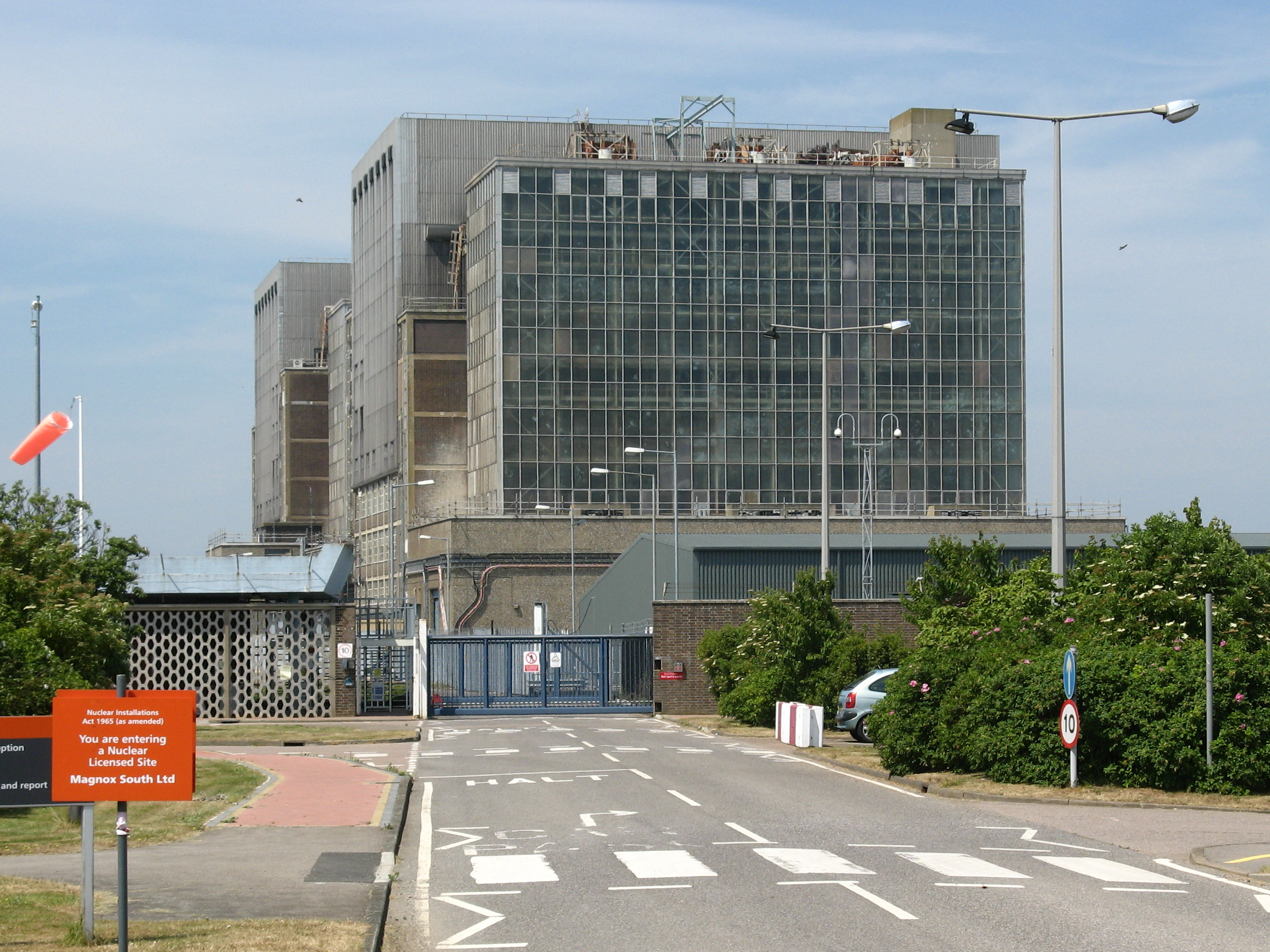
مبنى مفاعل برادويل Bradwell النووي لإنتاج الكهرباء ، وهو محطة مفاعل من نوع ماجنوكس.

بني أول مفاعل ماجنوكس في «كالدر هول» بالقرب من سيلافيلد

وكان مصمما أساسا لإنتاج البلوتونيوم-239 الصالح لصناعة القنابل النووية في المملكة المتحدة.
 وكان إنتاج البلوتونيوم-239 يتم بواسطة ضرب اليورانيوم-238 بالنيوترونات في الكومة، وينتج من هذا التفاعل حرارة كبيرة كان لابد من إزالتها، ورؤي أن تستغل نلك الحرارة لتسخين ماء وتحويله إلى بخار مع استخدام بخار الماء الناتج في تشغيل توربين بغرض إنتاج الكهرباء؛ أو استغلال الماء الساخن في تدفئة أماكن العمل في منشأة «وندسكيل»، فقد رؤي أن التدفئة القادمة من المفاعل لا تكلف ثمنا، فالحرارة أتية أتية من المفاعل ولا بد من إزالتها.
توصف مفاعلات «كالدر هول» طبقا لمقاييس الحالية بأنها منخفضة الكفاءة، فكفاءتها 8و18% فقط.

وقررت الحكومة البريطانية في عام 1957 تحسين استغلال الحرارة الناتجة من مفاعلات توليد الكهرباء، ووضعت خطة لبناء مفاعلات قوى ذات قدرات إجمالية من 5000 إلى 6000  ميجا واط كهرباء مع حلول عام 1965؛ وهذه القدرات تمثل ربع إنتاج الطاقة الكهربائية التي كانت المملكة المتحدة تحتاجها أنذاك.
وعلى الرغم من نصيحة «السير جون كوكروفت» للحكومة البريطانية بأن سعر الكهرباء من الوقود النووي سيكون أعلى من إنتاجه من محطات القوى التي تعمل بالفحم، إلا أن الحكومة البريطانية أصرت على إنتاج الكهرباء بالمفاعلات النووية بحيث تنافس المحطات العاملة بالفحم التي يطالب فيها عمال استخراج الفحم برفع رواتبهم بين الحين والآخر. فكان ذلك وسيلة لخفض زيادات أجور عمال الفحم التي تطالب بها نقابتهم. وقامت المملكة المتحدة ببناء المفاعلات النووية لإنتاج الكهرباء. في عام 1960 صدر مرسوم جديد من الحكومة لخفض مجمل القدرات إلى 3000 ميجاواط كهرباء (القدرة الحرارية بالميجاواط لا بد وان تكون ضعف القدرة الكهربائية على الأقل نظرا لكفاءة تحويل الحرارة إلى كهرباء التي تبلغ نحو 50% فقط للمفاعلات الحديثة)، مع اعتراف الحكومة بأن هذا أرخص بنسبة 25% في إنتاج الكهرباء.

وأصدرت الحكومة البريطانية تقريرا في عام 1963 بأن تكلفة إنتاج الكهرباء بواسطة تلك المفاعلات النووية تعتبر أغلى بأكثر من مرتين عن انتاجها من الفحم. وكانت الحكومة تعد شركات إنتاج الكهرباء بتسديد تكلفة
«إنتاج البلوتونيوم»، ولكنها لم تقم بدفعها لهم.

## آخر مفاعل ماجنوكس يعمل في العالم
أعلنت هيئة تفكيك المفعلات النووية البريطانية NDA في 30 دسيسمبر 2015 عن إغلاقها لمفاعل ويلفا (المفاعل 1) ظ وكان هذا هو آخر مفاعل من نوع ماجنوكس يعمل في العالم. وكان هذا المفاعل قد قام بإنتاج الكهرباء مدة فوق المخطط له بخمس سنوات. وكان من المفروض أن يغلق المفاعلين العاملين في ويلفا في نهاية 2012، ولك هيئة تفكيك المفاعلات قررت أن تغلق المفاعل 2 في أبريل 2012 بحيث يستطيع المفاعل 1 أن يعمل بكل طاقته لاستغلال وحدات الوقود الجاهزة، مع عدم أنتاج جديد منها.
يوجد مفاعل صغير تبلغ قدرته 5 ميجاواط كهرباء، وهو مفاعل للأبحاث ومصمم بنفس تصميم مفاعل ماجنوكس في «يونغ بيونغ» بكوريا الشمالية وكان لا يزال يعمل (بواقع عام 2016).

## اقرأ أيضا
- مفاعل جليب
- مفاعل ديدو
- مفاعل بلوتو
- مؤسسة الطاقة الذرية البريطانية
- مفاعل أستراليا عالي الفيض
- مفاعل نووي للأبحاث
- مفاعل نووي
- مفاعل الماء الخفيف
- مفاعل الماء المغلي
- مفاعل الماء المضغوط
- معدل استهلاك
- مفاعل الحرارة العالية

## وصلة خارجية
{http://www.Berkeley_nuclear_power_station.uk}